# Crescimento exponencial

O gráfico mostra como o crescimento exponencial (verde) supera tanto o crescimento linear (vermelho) quanto o cúbico (azul).
Crescimento Exponencial
Crescimento Linear
Crescimento Cúbico

Crescimento exponencial é quando a taxa de crescimento de um valor não depende de uma constante exponencial fixa previamente dada em uma função (como em funções polinomiais. Ex.: {\displaystyle y=ax+b}), e sim da interação entre uma constante de crescimento e uma variável {\displaystyle x}, podendo esta ser traduzida como: tempo, quantidade de bits, (ver: complexidade computacional) etc; sendo assim proporcional ao valor atual da função.
Ocorre da mesma forma que decaimento exponencial ou geométrico, porém, no decaimento, há um decréscimo do valor de Y.

## Fórmula geral/básica
Uma quantidade y depende exponencialmente do tempo x em:
{\displaystyle y=x_{0}.a^{x+b}+c}
"Movendo-se" graficamente na direção do eixo das ordenadas com variação em {\displaystyle b}, e no eixo das abscissas com variação em {\displaystyle c}.
Para ser considerado crescimento exponencial, {\displaystyle a} deve possuir valor maior do que 1, caso contrário será considerado Decaimento Exponencial.
Note que o ponto de cruzamento com o eixo {\displaystyle y} se dá em (0,{\displaystyle X_{0}+a}), visto que, igualando {\displaystyle x} a 0, a equação geral transmite que {\displaystyle y=x_{0}+c}
A quantidade x depende exponencialmente do tempo t se
{\displaystyle x(t)=a\cdot b^{t/\tau }\,}
onde a constante a é o valor inicial de x,
{\displaystyle x(0)=a\,,}
a constante b é um fator de crescimento positivo, e τ é a constante de tempo necessária para x aumentar em um fator de b:
{\displaystyle x(t+\tau )=a\cdot b^{\frac {t+\tau }{\tau }}=a\cdot b^{\frac {t}{\tau }}\cdot b^{\frac {\tau }{\tau }}=x(t)\cdot b\,.}
Se τ > 0 e b > 1, então x cresce exponencialmente. Se τ < 0  e b > 1, ou τ > 0  e 0 < b < 1, então x expressa decaimento exponencial.

## Exemplos teóricos
{\displaystyle 2^{x}=y} , onde com o aumento da variável de 1 em 1 unidade, temos um crescimento exponencial.
{\displaystyle 2^{1}=2} ;
{\displaystyle 2^{2}=4} ;
{\displaystyle 2^{3}=8} ;
etc.
{\displaystyle y=a.(1,2^{x})}, onde o valor 1,2 equivale a um crescimento de 20% em função da variável de tempo {\displaystyle x} sobre a constante {\displaystyle a}
Exemplos com {\displaystyle a=1}
{\displaystyle 1=1.(1,2^{0})}
{\displaystyle 1,2=1.(1,2^{1})}
{\displaystyle 1,44=1.(1,2^{2})}
etc

## Exemplos práticos

### Na biologia

Bactéria exibindo crescimento exponencial sob condições ideais.

- O número de micro-organismos em uma cultura em situação ideal de proliferação tem seu aumento de forma exponencial, uma vez que por conta do processo de mitose, o {\displaystyle a} presente na fórmula é igual a 2, que será elevado pela variável relativa à unidade de tempo de cada ciclo mitótico. ({\displaystyle X_{t}=X_{0}.2^{t}})
- Vírus tendem a aumentar sua quantidade exponencialmente, uma vez que, em situação ideal, um vírus unitário gera {\displaystyle a} descendentes, que por sua vez, resultará, baseado em um número {\displaystyle x} de ciclos líticos em um número {\displaystyle y} de outros corpos virais.({\displaystyle y=a^{x}})

### Na economia
- O crescimento do produto interno bruto (PIB) de um país é exponencial. Por exemplo, um crescimento a uma taxa de 2,5% ao ano, faz com que uma economia dobre de tamanho a cada 28,8 anos; já um crescimento de 8% ao ano, faz com que a mesma dobre dentro de 9 anos.

### Nas finanças
- Juros compostos são calculados usando crescimento exponencial, uma vez que a quantidade a ser cobrada a mais na próxima parcela depende não só da quantidade inicial, mas da parcela anterior a qual os juros já foram previamente aplicados.

### Na Física
- A quebra de átomos em uma fissão nuclear, na qual a quebra de um átomo de urânio 235 acarreta na liberação de 3 nêutrons, os quais quebram mais 3 átomos, desse modo tornando o processo uma cadeia com crescimento exponencial.

### Na informática
- O número de transistores de um chip de processamento seria dobrado a cada período equivalente a um ano e meio (Lei de Moore).

## Limitações do modelo
Modelos exponenciais relativos a fenômenos físicos só podem se aplicar a regiões previamente delimitadas, já que um modelo com crescimento infinito não é fisicamente realístico.
Para crescimentos como a população de um país, recomenda-se o uso de função logística, pois retrata o crescimento levando em conta fatores limitantes, como espaço, alimento, etc.
Ver também: Thomas Malthus

## Equação diferencial
A função exponencial {\displaystyle \scriptstyle x(t)=x(0)e^{kt}} satisfaz a função diferencial linear:
{\displaystyle \!\,{\frac {dx}{dt}}=kx}
ao dizermos que o crescimento da taxa de x em um tempo t é proporcional ao valor de x(t), e tem o valor inicial
{\displaystyle x(0).\,}
A equação diferencial é resolvida por integração direta:
{\displaystyle {\frac {dx}{dt}}=kx}
{\displaystyle \Rightarrow {\frac {dx}{x}}=k\,dt}
{\displaystyle \Rightarrow \int _{x(0)}^{x(t)}{\frac {dx}{x}}=k\int _{0}^{t}\,dt}
{\displaystyle \Rightarrow \ln {\frac {x(t)}{x(0)}}=kt.}
então
{\displaystyle \Rightarrow x(t)=x(0)e^{kt}\,}

## Equação recorrente
A equação recorrente
{\displaystyle x_{t}=a\cdot x_{t-1}}
tem solução
{\displaystyle x_{t}=x_{0}\cdot a^{t},}
mostrando que x exibe crescimento exponencial.

## Reformulação como log-linear
Ao plotarmos a função exponencial em um gráfico, notamos uma curva que rapidamente cresce e deixa de ser didática para números muito altos, perdendo precisão no eixo X, já que pontos próximos são atribuídos à valores muito distantes no eixo Y.
Para contornar esse problema, há a possibilidade de, ao invés de se utilizar uma escala baseada em {\displaystyle F(x)}, que cresce exponencialmente, utilizar-se de uma escala baseada em {\displaystyle Log{F(x)}}, que cresce linearmente, tornando a representação gráfica mais didática.(note que há possibilidade de utilizar-se dessa técnica em ambos os eixos, tornando assim o gráfico "loglog")
Se a variável x exibe crescimento exponencial de acordo com {\displaystyle x(t)=x_{0}(1+r)^{t}}, então o Log (à qualquer base) de x cresce linearmente com o tempo, como pode ser visto adicionando logaritmos aos dois lados da equação de crescimento exponencial:
{\displaystyle \log x(t)=\log x_{0}+t\cdot \log(1+r).}
Isso permite a variável de crescimento exponencial a ser expressa como modelo Log-Linear ou LogLog. Por exemplo, caso quisermos estimar a taxa de crescimento de um valor atemporal em x, podemos regredir linearmente log x em t.

## Histórias sobre o crescimento exponencial

### Arroz no tabuleiro de xadrez
De acordo com a lenda, um rei indiano foi, certa vez, presenteado com um tabuleiro de xadrez feito à mão, e ao perguntar para o homem que havia lhe dado o presente o que ele gostaria de receber em recompensa, o homem disse que gostaria de receber o pagamento em arroz, sendo a quantidade do grão relativa às casas do tabuleiro: um grão na primeira casa, dois grãos na segunda, quatro na terceira, oito na quarta, e assim por diante. o Rei concordou com a condição, e de pronto pediu para que o arroz fosse dado ao homem, porém, chegada na vigésima primeira casa, já eram necessários mais de um milhão de grãos de arroz, e antes de chegar na casa número 50, já não haveria mais arroz suficiente no mundo.
Essa história mostra como nosso raciocínio não funciona bem pensando exponencialmente, visto que o crescimento toma proporções muito maiores do que conseguimos conceber rapidamente.

### Vitória-Régia
Na historia francesa contada para crianças, havia um lago, e pela sua superfície, flutuavam vitórias régias. A população das plantas dobrava a cada dia, e caso o lago não fosse vigiado, em 30 dias as plantas cobririam toda a superfície, matando o resto das formas de vida lá existentes. Como a quantidade parecia pequena, o lago foi deixado sem cuidado até o dia em que metade da superfície foi coberta, porém, o dia em questão era o dia 29, um dia antes do lago ser completamente tomado pelas plantas, restando somente 24 horas para que o local fosse salvo.